# Euerbach
Euerbach è un comune tedesco di 3 086 abitanti, situato nel land della Baviera.